# Engstlatt

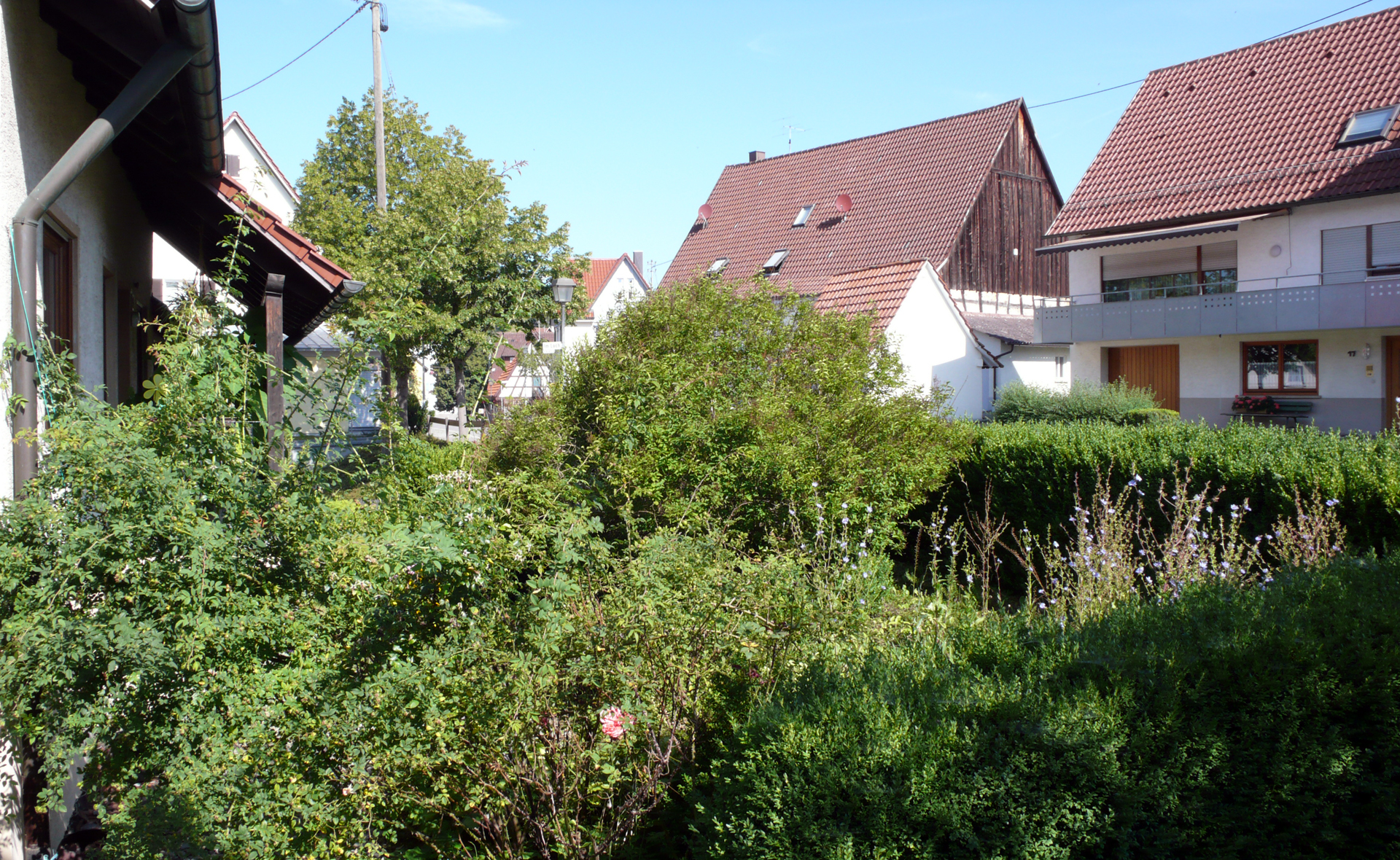
Engstlatt

Engstlatt es un pueblo de Baden-Wurtemberg (Alemania) cercano a la ciudad de Balingen, en el distrito de Zollernnalb.
Ocupa unas 740 hectáreas de las cuales 240 son de zona boscosa. Fue fundado en el siglo XII como Ingislatt. A partir del siglo XIII pasa al dominio de los Señores de Schalksburg, perteneciente a su vez al Condado de Zollern. Más tarde se integró en el Reino de Wurtemberg y desde 1973 forma parte de la ciudad de Balingen. La mayor parte de la población es protestante aunque desde 1966 la localidad cuenta con una parroquia católica. 